# Innervoices
| Оценки критиков | Оценки критиков |
| Источник        | Оценка          |
| --------------- | --------------- |
| AllMusic        | [ 1 ]           |

Innervoices — студийный альбом американского кларнетиста Ричарда Штольцмана и певицы Джуди Коллинз, выпущенный в октябре 1989 годау на лейбле RCA Victor.
Альбом представляет собой сборник инструментальных композиций, вокал Коллинз звучит только в двух треках: «Deep Peace» и «For Free». Запись прошла на студии BearTracks в Сафферне, Нью-Йорк.

## Список композиций
| №                   | Название            | Автор(ы)                | Длительность |
| ------------------- | ------------------- | ----------------------- | ------------ |
| 1.                  | «Deep Peace»        | Билл Дуглас             | 4:05         |
| 2.                  | «My Song»           | Кит Джарретт            | 5:25         |
| 3.                  | «Largo»             | Иоганн Себастьян Бах    | 3:32         |
| 4.                  | «For Free»          | Джони Митчелл           | 5:10         |
| 5.                  | «By the Stream»     | Джереми Уолл            | 5:53         |
| 6.                  | «Innisfree»         | Билл Дуглас             | 3:11         |
| 7.                  | «Golden Rain»       | Билл Дуглас             | 3:59         |
| 8.                  | «Flower»            | Билл Дуглас             | 4:59         |
| 9.                  | «The Swan»          | Камиль Сен-Санс         | 2:59         |
| 10.                 | «Delgado»           | Эдди Гомез              | 4:52         |
| 11.                 | «If It’s Magic»     | Стиви Уандер            | 3:44         |
| 12.                 | «Aria»              | Джереми Уолл            | 5:17         |
| 13.                 | «Ave Verum»         | Вольфганг Амадей Моцарт | 3:28         |
| Общая длительность: | Общая длительность: | Общая длительность:     | 56:34        |

## Музыканты
- Ричард Штольцман — кларнет
- Джуди Коллинз — вокал
- Билл Дуглас[англ.]* — фортепиано
- Джереми Уолл[англ.] — синтезатор
- Эдди Гомес — контрабас
- Нэнси Аллен — арфа
- Дэнни Готлиб — ударные
- Ричи Моралес — ударные

## Чарты
| Чарт (1989)                          | Высшая позиция |
| ------------------------------------ | -------------- |
| США (Billboard Top Crossover Albums) | 12             |